# A Family Thing
A Family Thing (bra: Segredo de Família; prt: Tudo em Família) é um filme estadunidense de 1996, do gênero comédia dramática, dirigido por Richard Pearce, com roteiro de Billy Bob Thornton e Tom Epperson.

## Sinopse
Fazendeiro descobre, no leito de morte da mãe, que é filho adotivo e sua mãe verdadeira é negra. O drama se faz ainda maior quando ele vem a saber que tem um irmão negro, que mora na cidade grande. Agora terá de reavaliar seus conceitos e preconceitos.

## Elenco
- Robert Duvall	 … 	Earl Pilcher Jr.
- James Earl Jones	… 	Ray Murdock
- Michael Beach	… 	Virgil
- Irma P. Hall	… 	Tia T.
- Grace Zabriskie	… 	Ruby
- Regina Taylor	… 	Ann
- Mary Jackson	… 	Carrie
- Paula Marshall	… 	Karen
- James N. Harrell	… 	Earl Pilcher Sr. (como James Harrell)
- Lauren Leigh Phillips	… 	Kindra
- Ashleigh Jordan	… 	Danielle
- David Keith	… 	Sonny
- Sandra Quarterman	… 	Jovem Tia T. (como Saundra Quarterman)
- Patrice Pitman Quinn	… 	Willa Mae
- Don James	… 	Junior Turner
- Jim Sanderson	… 	Dr. Parks
- Karla Harscheid	… 	Jovem Carrie Pilcher
- Crystal Laws Green	… 	Maotis
- Marquis Ramone Colquitt	… 	Pequeno Raymond
- Nathan Lee Lewis	… 	Irmão Conners
- Katharine Mitchell	… 	Mulher no apartamento
- Xander Berkeley	… 	Homem bronzeado
- Willo Hausman	… 	Garçonete
- Rufus Thomas	… 	Tommy
- Richard Lexsee	… 	Truckjacker
- Ramsey Harris	… 	Truckjacker
- J. Antonio Moon	… 	Truckjacker
- Meg Thalken	… 	Doutor
- Jeri Boyle	… 	Velha
- Tommy Bush	… 	Velho
- Jacqueline Williams	… 	Mulher no hospital
- Wanda Christine	… 	Mulher na prefeitura (como Wandachristine)
- Roy Hytower	… 	Mulher no posto de gasolina
- John Mikels	… 	Policial
- Asa Harris	… 	Amigo da aniversariante
- Bernard Mixon	… 	Marido da aniversariante
- Paulette McDaniels	… 	Garota no aniversário
- Phillip Edward Van Lear	… 	Gerente do clube
- Antoine Roshell	… 	Jovem no carro
- Greg Hollimon	… 	Homem #2
- Reginald C. Hayes	… 	Amigo de Virgil
- Andrew Love	… 	Membro da banda no nightclub
- Garry Goin	… 	Membro da banda no nightclub
- Paul D. Wilson	… 	Membro da banda no nightclub
- Ernie Adams	… 	Membro da banda no nightclub
- Tony Brown	… 	Membro da banda no nightclub
- Theodis Rodgers	… 	Membro da banda no nightclub
- David Spencer	… 	Membro da banda no nightclub